# Аниково (Большесельский район)
Аниково — деревня в Большесельском сельском поселении Большесельского района Ярославской области.

## География
Деревня расположена в западной части района она стоит на автомобильной дороге, следующей из Большого Села на запад к федеральной автомобильной трассе Р104. Это самая западная деревня района вдоль этой дороги, на протяжении около 5 км в этом направлении населённых пунктов нет, далее дорога приближается к правому северному берегу Юхоти, где стоят деревни Мышкинского района. В восточном направлении, в сторону Нового села населённые пункты стоят плотно. Ближайшая на восток деревня Загарье находится на расстоянии менее 1 км. Деревня ориентирована вдоль дороги с востока на запад. Она стоит на небольшом поле в окружении лесов. К северу от деревни начинается Шалимовское болото.

## Население
По данным статистического сборника «Сельские населенные пункты Ярославской области на 1 января 2007 года» в деревне Аниково проживало 5 человек. По топокарте на 1981 год в деревне проживало 0,02 тыс. человек .